# Waikapu
Waikapu – jednostka osadnicza w Stanach Zjednoczonych, w hrabstwie Maui.